# Stachytarpheta elegans
Stachytarpheta elegans là một loài thực vật có hoa trong họ Cỏ roi ngựa. Loài này được Welw. miêu tả khoa học đầu tiên năm 1859.